# PAD
PAD (англ. packet assembler/disassembler, асемблер-дизасемблер пакетів) — пристрій, що забезпечує під'єднання асинхронних послідовних терміналів до пакетної мережі X.25. Послідовності символів, що надходять від терміналів, комбінуються у пакети і відправляються у мережу (асемблінг), і навпаки — пакети, отримані з мережі, розбираються на байтові потоки, що відправляються на відповідний термінал (дизасемблінг).
Схожий за функціональністю пристрій для мереж Frame Relay називається FRAD (англ. Frame Relay Assembler/Disassembler).

## Протоколи ITU-T
Структура PAD визначається рекомендаціями X.3, X.28 і X.29, що розроблені організацією ITU-T:
- X.3 визначає параметри для роботи послідовного термінала мережі X.25, такі як швидкість лінії, контроль потоку, echo для символів, і подібні.[1]
- X.28 визначає інтерфейс DTE-C (англ. asynchronous character mode) для PAD, включно з командами ініціювання і завершення з'єднання, і встановлення параметрів X.3.[2] Команди X.28 чимось схожі на модемні AT-команди набору Hayes, але несумісні з ними. Багато виробників PAD пропонували повністю відмінний від X.28 інтерфейс.
- X.29 визначає інтерфейс DTE-P (англ. packet mode) для PAD, наприклад, методи запису символів і керувальної інформації у пакети X.25.[3]

Ініціювання з'єднання до віддаленої системи відбувається з використанням адресації X.121 (до 14 десяткових цифр).